# Dichaea picta
Dichaea picta là một loài lan.
 Tư liệu liên quan tới Dichaea picta tại Wikimedia Commons